# Tympanuchus pallidicinctus
El gallo de las praderas chico o urogallo chico (Tympanuchus pallidicinctus), es una especie de ave galliforme de la familia Phasianidae endémica de Estados Unidos. Al igual que sus parientes más grandes, es conocido por su comportamiento lek.

## Distribución y hábitat
Alrededor de la mitad de su población actual vive en el oeste de Kansas, con la otra mitad en la dunas y praderas del oeste de Oklahoma, el norte de Texas, el este de Nuevo México y el sureste de Colorado.
Es considerado como vulnerable por la UICN debido a su rango de distribución restringido y desigual, y a la vulnerabilidad a la destrucción de su hábitat. 
Hay evidencia que sugiere que el calentamiento global puede tener una influencia perjudicial, sobre todo porque reduce el tamaño de ecosistemas de artemisa.